# Луцій Мініцій Натал Квадроній Вер
Луцій Мініцій Натал Квадроній Вер (лат. Lucius Minicius Natalis Quadronius Verus; прибл. 96 — після 154) — державний і військовий діяч Римської імперії, консул-суффект 139 року.

## Життєпис
Походив з впливового роду Мініціїв. Син Луція Мініція Натала, консула-суффекта 106 року. Ймовірно його мати належала до роду Квадроніїв Верів.[джерело?] Народився у м. Барціна у Тарраконській Іспанії (сучасна Барселона). Службу розпочав як один з монетаріїв. У 115 році був військовим трибуном I Допоміжного легіону у Дакії та XI Клавдіїва легіону в Мізії, у 116–117 році служив у XIII Парному легіоні у м. Карнатум (Паннонія).
У 121 році став квестором, у 125 році —народним трибуном. Тоді ж за власний рахунок у рідному місті звів акведук і терми. У 127 році став претором. У 129 році взяв участь в Олімпійських іграх, де здобув перемогу у перегонах на квадригах. У 130 році його призначено легатом VI Переможного легіону в Британії. У 132 році його призначено префектом аліменторум (відповідав за допомогу дітям) та куратором Фламінієвої дороги.
У 139 році став консулом-суффектом разом з Луцієм Клавдієм Прокулом Корнеліаном. З 140 до 144 року як імператорський легат-пропретор керував провінцією Нижня Мізія. У 153–154 роках був проконсулом провінції Африка. Ймовірно помер незадовго після цього.